# الوليد بن شجاع
الوليد بن أبي بدر, أبو همام, الحافظ الصدوق, أبوه هو شجاع بن الوليد بن قيس, السكوني الكوفي, ثم البغدادي, مات في شهر ربيع الأول سنة 243 هـ سمع أباه, وإسماعيل بن جعفر, وشريك بن عبد الله النخعي القاضي, وعبد الله بن المبارك, وعبد الله بن وهب, والوليد بن مسلم, وطبقتهم جال في الحديث وجمع وألف. حدث عنه مسلم بن الحجاج والترمذي وأبي داود وابن ماجه وعباس الدوري وموسى بن هارون وعبد الله بن ناجية وأبو القاسم البغوي وأبو يعلى الموصلي ويحيى بن صاعد وخلق كثير.

## قالو عنه
قال كل من يحيى بن معين والنسائي: لا بأس به
قال محمد بن زكريا الغلابي: سمعت يحيى بن معين يقول عند أبي همام مئة ألف حديث عن الثقات وما سمعته يقول فيه سوءا قط وكان يقول ليس له بخت
قال أحمد بن حنبل: أكتبوا عنه
وقال سريج بن يونس: ما فعل بن أبي بدر كانو يضعفونه
وقال صالح جزرة: تكلموا في أبي همام
وقال أبو كريب ما أخرج إلي الشيوخ كتابا إلا وفيه فرغ ويوقفني على علامته
وقال أبو حاتم الرازي: صدوق يكتب حديثه ولا يحتج به
وقال الذهبي: قد احتج به مسلم وهو على سعة علمه قل أن تجد له حديثا منكرا وهذه صفة من هو ثقة.